# Mury obronne w Olsztynie
Mury obronne Olsztyna – ciąg średniowiecznych murów miejskich powstałych między XIV a XVI wiekiem w Olsztynie, który zamykał pierścieniem obecne Stare Miasto i Zamek Kapituły Warmińskiej. Do dziś zachowały się fragmenty murów obronnych, częściowo zrekonstruowane. Razem z Wysoką Bramą stanowią pozostałość dawnego systemu obronnego miasta.

## Historia
Po założeniu Olsztyna w roku 1353 miasto i zamek otoczono wspólnym pierścieniem obronnym, zapewne początkowo ziemnym, a następnie murowanym. W roku 1378 miasto zwiększyło się o dzielnicę północną i w takim kształcie przetrwało do XIX wieku. Dogodne położenie miasta w zakolu Łyny sprawiło, że więcej niż połowa murów miejskich dodatkowo otoczona była biegiem rzeki. Pozostałą część chroniła fosa o szerokości 30–40 metrów, nawadniana wodą z Łyny. 
Wejście do miasta zapewniały dwie bramy: Górna (zwana Wysoką) oraz Dolna. Dodatkowo przy zamku istniała Furta Młyńska, w XVIII wieku przerobiona na bramę. Na całej długości umieszczonych było kilkanaście baszt, początkowo tylko prostokątnych i otwartych do wewnątrz (łupinowych), później cylindrycznych. Baszty nie były rozmieszczone regularnie, jak to bywało w miastach krzyżackich, lecz zagęszczone w zależności od możliwości obronnych odcinka murów.
Początkowo miejskie mury miały chronić Olsztyn przed najazdami Litwinów, którzy w XIV wieku zapuszczali się na tereny południowej Warmii poprzez puszczę galindzką (1354, 1356). W wieku XV miasto było kilkukrotnie oblegane w trakcie wojen polsko-krzyżackich. Zwłaszcza dotkliwych zniszczeń doznało w czasie wojny głodowej (1414), trzynastoletniej (1454-1466) oraz popiej (1478). Po tych doświadczeniach, pod koniec XV wieku, miasto zostało wzmocnione przez mieszczan zmodernizowanym systemem obronnym, który umożliwił skuteczną obronę Olsztyna przez Mikołaja Kopernika w czasie wojny pruskiej (1521).
Od XVIII wieku zaniedbywane mury straciły swoje znaczenie obronne i były stopniowo rozbierane przez mieszkańców, a cegły i kamienie wykorzystywane w budownictwie. Jednak na wielu odcinkach do murów dobudowano drewniane tzw. „budy”, w których mieszkali biedniejsi mieszkańcy lub które służyły jako spichrze czy budynki gospodarcze. Dzięki temu do dziś przetrwało sporo odcinków średniowiecznych murów.
Z zachowanych fragmentów wynika, że mury miały około 1,2 do 1,5 metra grubości, zbudowane były z cegieł lub częściowo wewnątrz z kamieni. Mogły mieć wysokość około 5-6 metrów licząc od strony miasta. Zachowane pozostałości pochodzą zapewne z czasów odbudowy miasta w ostatniej ćwierci XV wieku.
Na początku XXI wieku cześć murów została zabezpieczona i poddana renowacji.

## Lokalizacja
Najwięcej odcinków zachowało się przy ulicach: Okopowej (trzy dobrze zachowane odcinki między zamkiem a „Basztą”), Kołłątaja (odcinek na którym stoją domy), Bolesława Chrobrego (dwa długie odcinki jako zewnętrzne ściany domów, zbudowanych na miejscu dawnych „bud”), dwa przy katedrze (mur wewnętrzny i zewnętrzny, zrekonstruowana baszta) oraz fragment w parku zamkowym przy Targu Rybnym (w pobliżu dawnej Bramy Młyńskiej). Dodatkowo kilka fragmentów zachowało się przy samym Zamku.

## Galeria

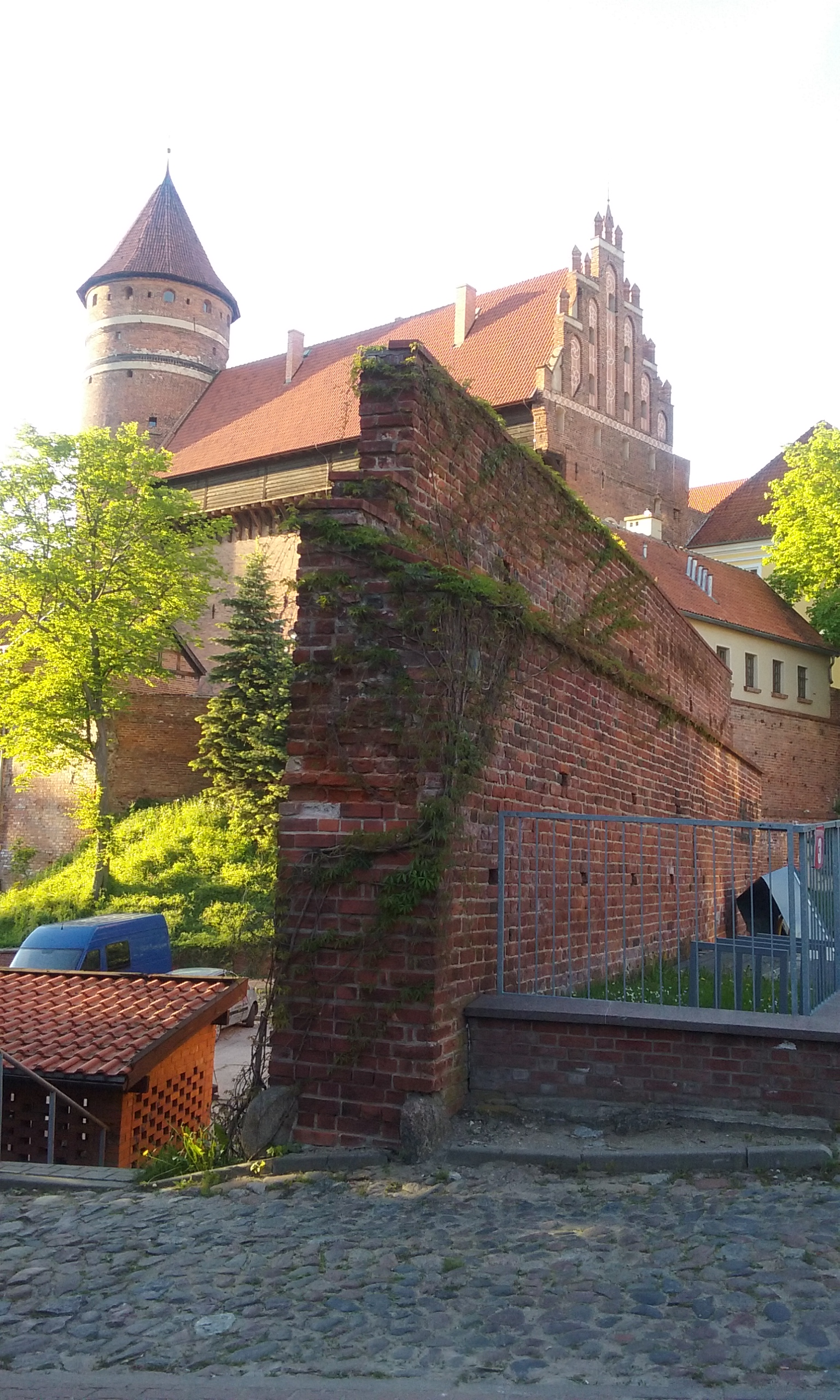
Fragment muru przy ul. Okopowej przy Zamku
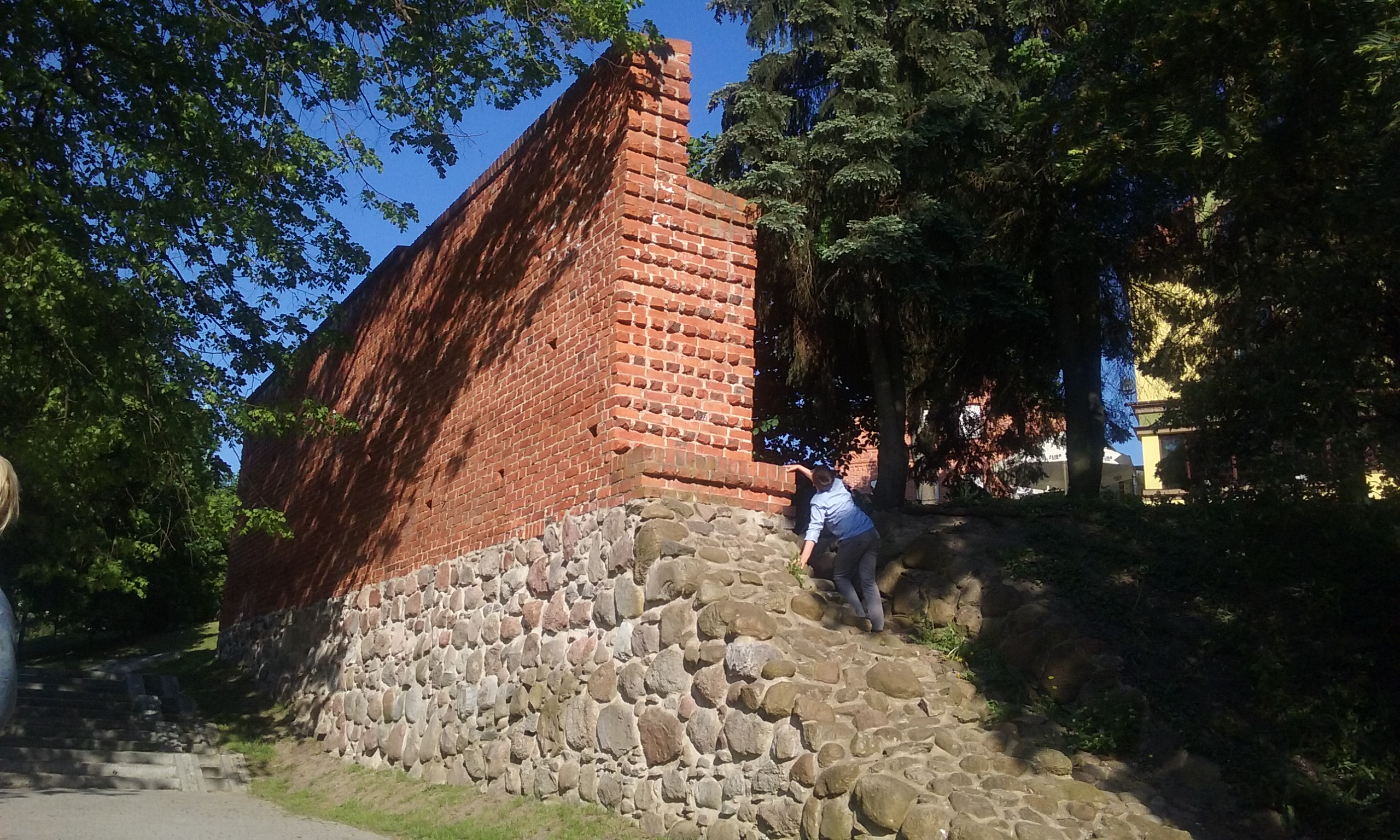
Fragment muru w Parku Zamkowym przy dawnej Bramie Młyńskiej
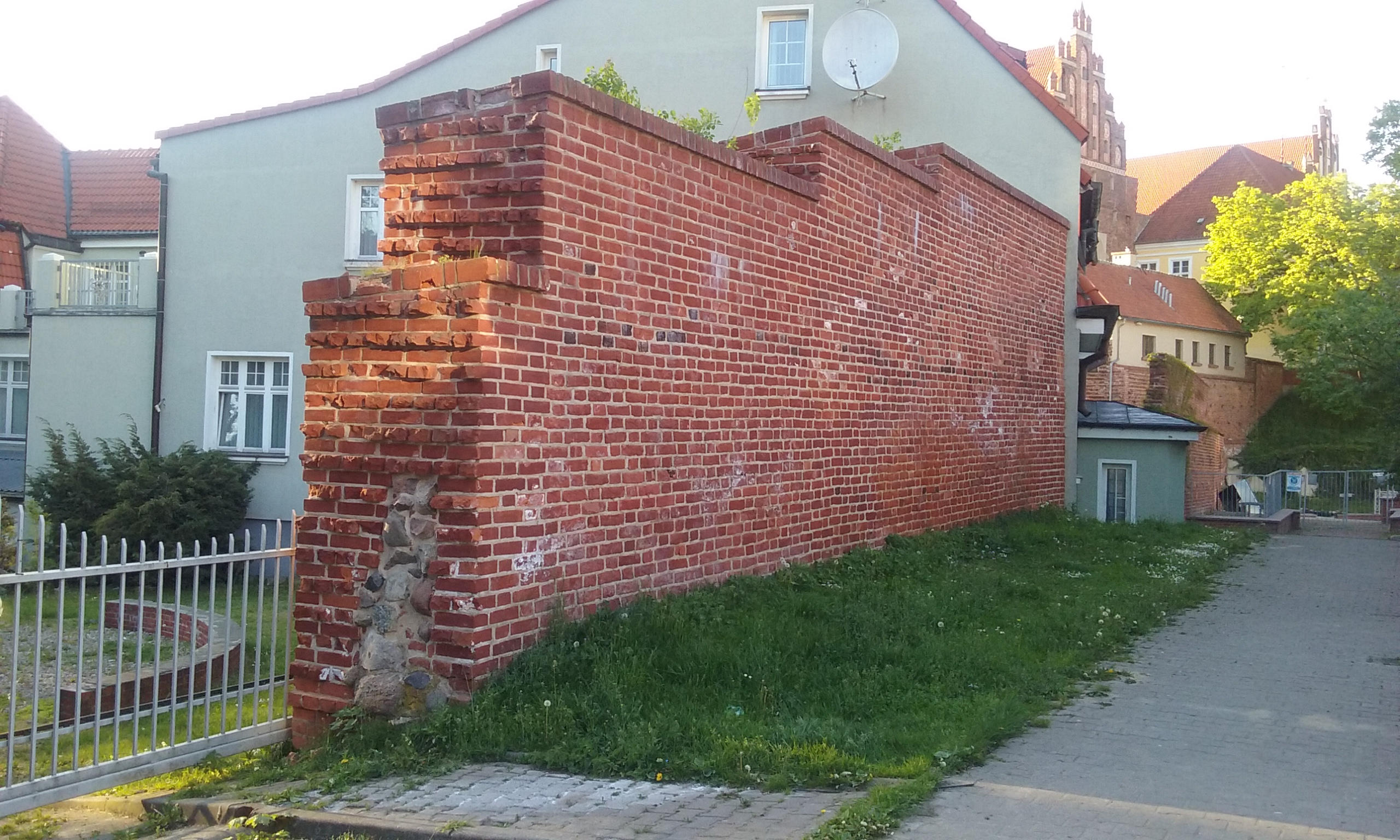
Fragment muru przy ul. Okopowej
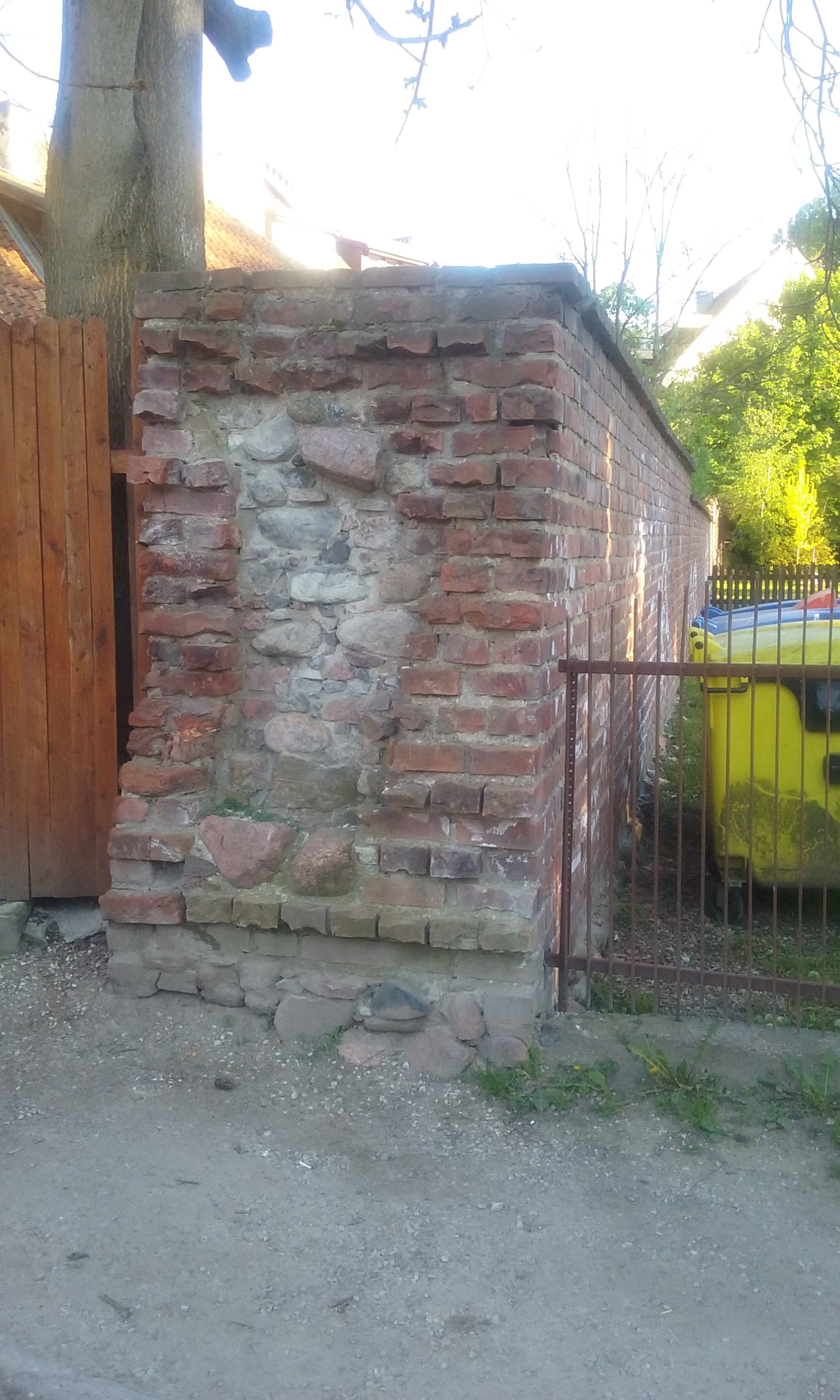
Przekrój przez mur przy ul. Okopowej
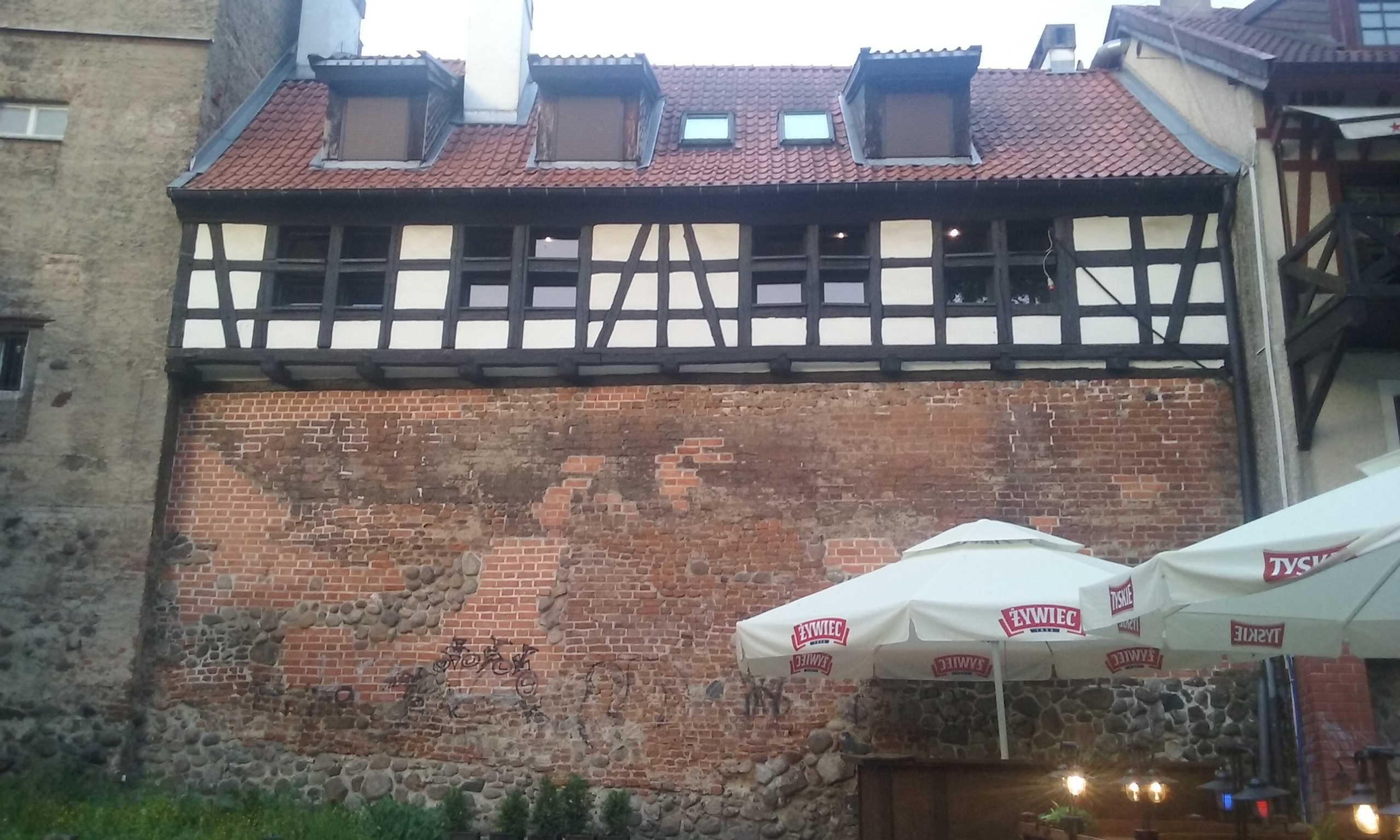
Fragment muru, na którym osadzono spichlerz przy ul Kołłątaja
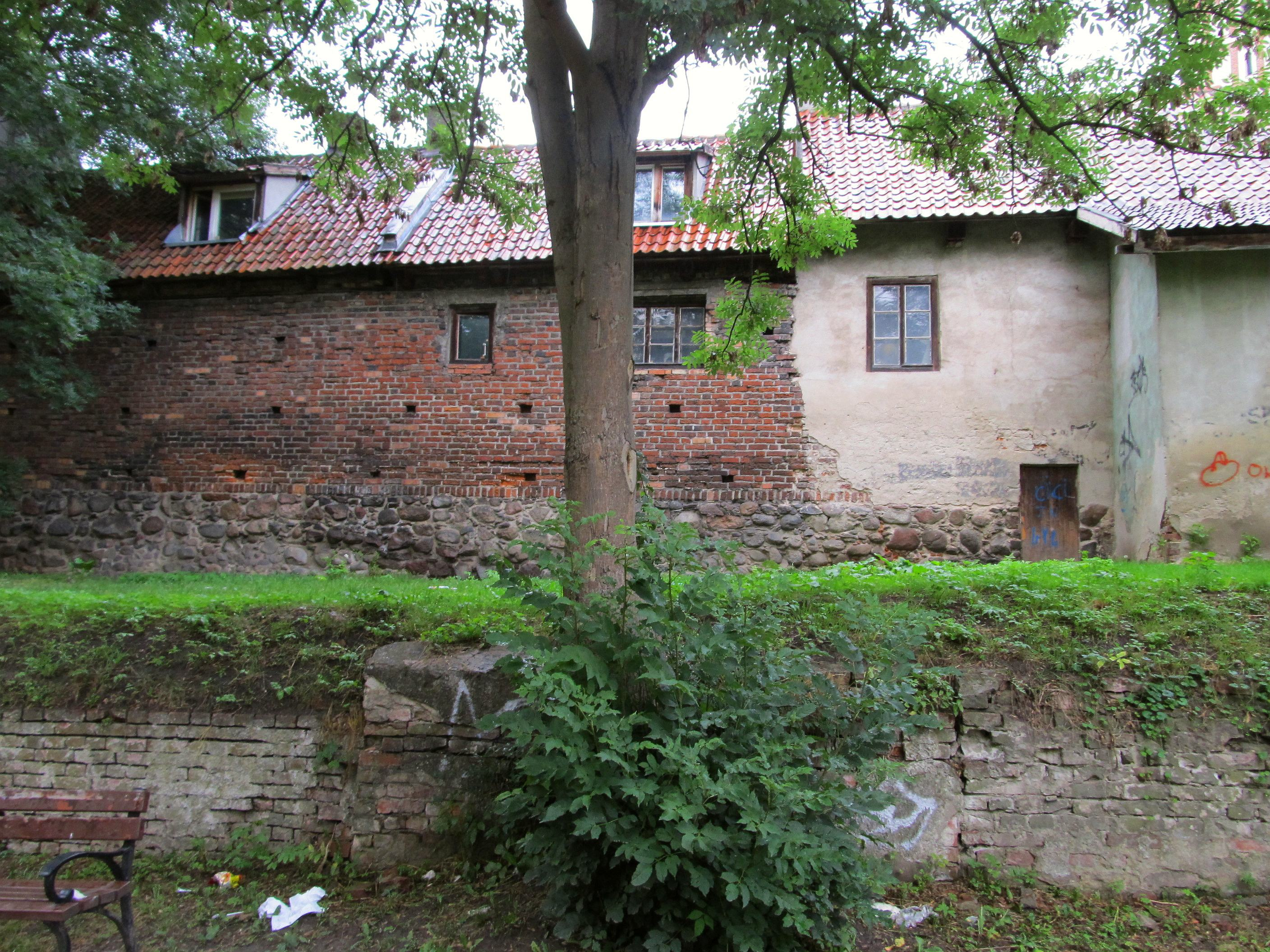
Pozostałości muru przy ul. Chrobrego
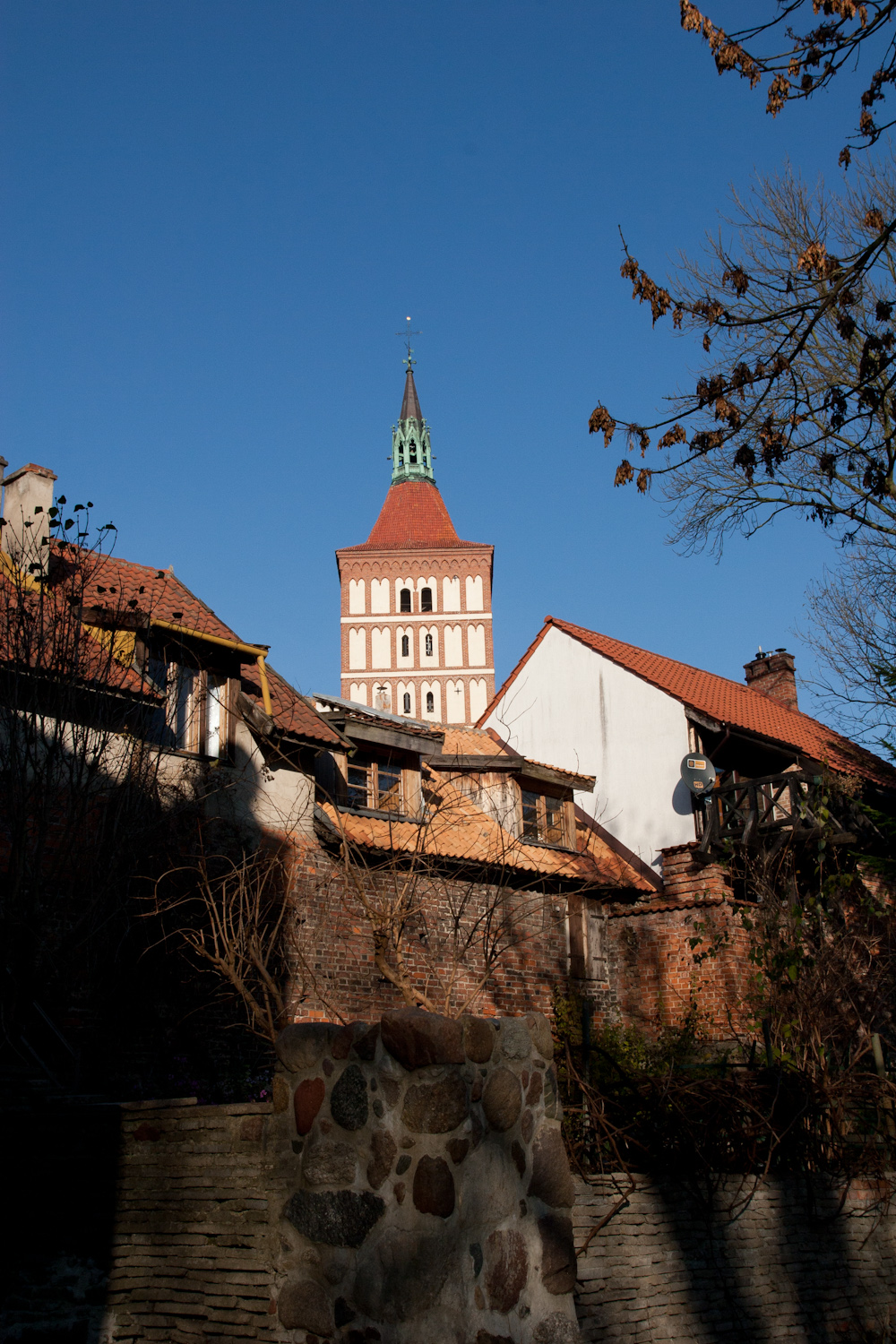
Budynki przy ul. Chrobrego
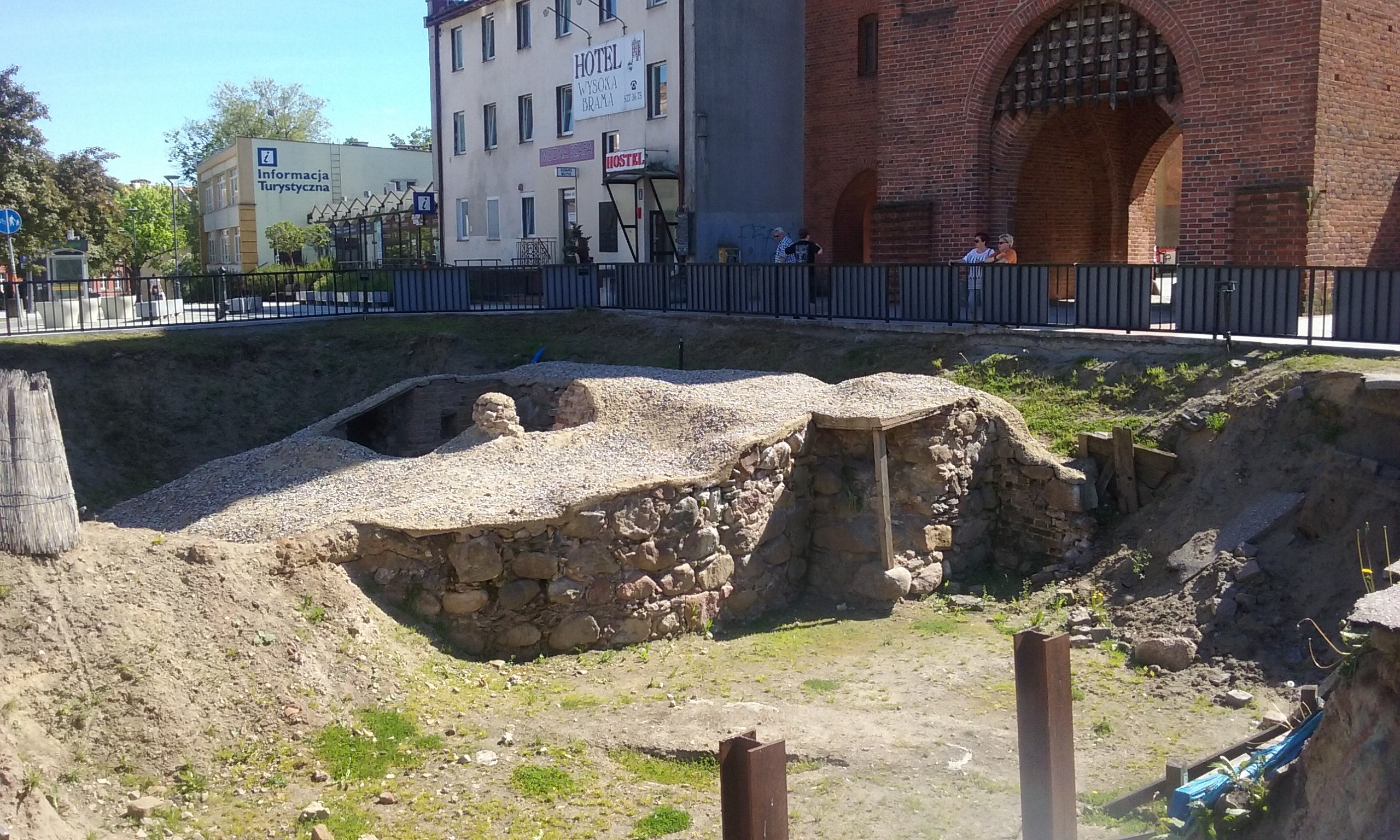
Odsłonięte fundamenty najstarszej Górnej Bramy